# Cryptocaryon irritans
Cryptocaryon irritans (comunemente anche denominato White Spot, Crypto o Marine Ich) è un protozoo ciliato che parassita i pesci marini. È uno dei disordini infettivi più comuni riscontrati nell'acquariologia marina.
Il nome marino "ich" deriva dal nome abbreviato di un simile, ma per il resto non correlata infezione del protozoo che colpisce i pesci d'acqua dolce (Ichthyophthirius multifiliis)..

## Descrizione
Il parassita di forma rotonda o a pera ha dimensioni che variano tra i 0,5 e i 2 mm. La pellicola esterna è totalmente ricoperta di ciglia. Il macronucleo e composto da quattro parti rotonde disposte ad arco. I tomiti appena liberatisi dalle cisti hanno le dimensioni di 35 µm. I noduli bianchi che ricoprono i pesci sono proliferazioni epiteliali in cui vive il parassita.

## Ciclo vitale
Il Cryptocaryon è causato da un protozoo che ha un ciclo di vita a quattro stadi, solo uno dei quali coinvolge pesci. Per questo motivo senza un pesce ospite non può completare il ciclo di vita. Al di sotto di 20° C la riproduzione di Cryptocaryon si interrompe e si è riscontrato che Trofozoiti e le cisti possono sopravvivere a 12,0 °C rispettivamente per 5 e 4 mesi e reinfettare il pesce.
Il ciclo di vita richiede circa 9-10 giorni a 24 °C-25 °C per completarsi ed è il seguente:
1. Trofonte: fase parassita, da 3 a 7 giorni con picco a 4 a 5 giorni. Il parassita si attacca al pesce e scava sotto la pelle dove si nutre di parti tissutali e liquidi corporei.
2. Maturazione: fase di disassociazione, fino a 18 ore. Al momento della maturazione, il trofonte lascia l'ospite, si affonda sul substrato utilizzando una sostanza viscida per diverse ore.
3. Tomita: fase riproduttiva, da 3 a 28 giorni con picco a 4 a 8 giorni. La fase matura crea quindi una cisti e comincia a riprodursi e divide più volte.
4. Teronte: stadio infettivo, 24-48 ore. La cisti si rompe e rilascia i tomiti liberi di nuotare (fino a 200) che si differenziano in Teronti che devono trovare un ospite entro 2 giorni per non perire.

L'unica fase che è suscettibile al trattamento chimico è la fase infettiva che coinvolge i Tomiti.

## Patologia
I sintomi tipicamente si presentano come cisti bianche sollevate sulla pelle, sugli occhi, sulle branchie e sulle pinne dei pesci colpiti. I Trofozoiti sono irritanti per il pesce, tanto che questi possano anche tentare di grattarsi utilizzando le rocce. Le infezioni gravi riducono l'efficienza delle branchie, in modo che i pesci inizieranno a respirare con frequenza maggiore per ottenere abbastanza ossigeno.

## Terapia
Qualsiasi trattamento di Cryptocaryon deve tener conto del ciclo di vita del parassita, interrompendo il ciclo o ucciderlo nella sua sola fase suscettibile, tomiti. Il periodo di trattamento e di osservazione dovrebbe coprire almeno il ciclo di vita più lungo registrato (fino a 38 giorni).